# Jean-Pascal Delamuraz
Jean-Pascal Delamuraz (Vevey, cantón de Vaud, Suiza,1 de abril de 1936-Lausana, cantón de Vaud, Suiza, 4 de octubre de 1998) fue un político suizo, consejero federal de 1984 a 1998 y miembro del Partido Radical Democrático.

## Carrera
Licenciado en Ciencias Políticas de la Universidad de Lausana en 1960, accede al puesto de adjunto del director administrativo de la Exposición Nacional Suiza de 1964 en Lausana. En 1965 se convierte en secretario permanente del Partido Radical Valdense. Entra al concejo municipal de Lausana ese mismo año.
En 1970 es el principal responsable de obras públicas de la ciudad de Lausana. En 1974 accede a la alcaldía de la ciudad. En 1975 logra un escaño en el Consejo Nacional, que ocupará hasta 1983.
En 1981 entra en el Consejo de Estado del cantón de Vaud, en el cual dirige el departamento de Agricultura, Industria y Comercio, función que ejercerá durante dos años.
En 1998 obtiene un doctorado honoris causa por parte de la Escuela Politécnica Federal de Lausana.

## Consejo federal
El 7 de diciembre de 1983, es elegido al Consejo Federal para reemplazar al también radical valdense Georges-André Chevallaz, por 130 de 241 votos. 
En 1984 dirige el Departamento Federal de la Defensa, Protección de la Población y Deporte: durante este período, el ejército suizo decide comprar tanques Leopardo II, una compra muy controvertida en aquella época, ya que las guerras terrestres pasaron de moda y hoy el país no necesita más estos tanques.
En 1986 pasa a dirigir el Departamento Federal de Economía: Como fervoroso pro-europeo, trata de hacer admitir la entrada de Suiza en el Espacio Económico Europeo (EEE), pero el pueblo rehúsa aceptar el tratado. La votación fue perdida por tan solo el 0,3% de los votos (votación referendaria del 6 de diciembre de 1992). En revancha logra que se ratifique la adhesión a la Organización Mundial de Comercio (OMC) en 1994, sin que sea propuesto ningún referendo. 
A finales de 1996 se ve confrontado con los problemas concernientes al comportamiento de los bancos suizos durante la Segunda Guerra Mundial. Delamuraz, al ser presidente de la Confederación ese año, habla de chantaje del Congreso Judío Mundial (WJC), lo que le vale un diluvio de críticas en la prensa internacional. La polémica concluirá en enero de 1997, luego de que Delamuraz presentara excusas públicas al presidente del Congreso Judío, Edgar Bronfman.
Ocupó el cargo de Consejero federal hasta el 31 de marzo de 1998. Su demisión se debió a su deteriorado estado de salud. 
Jean-Pascal Delamuraz fue presidente de la Confederación Helvética en los años 1989 y 1996 y vicepresidente en 1988 y 1995.

## Salud

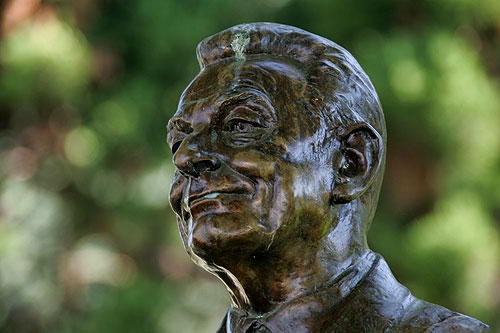
Estatua de Jean-Pascal Delamuraz en Ouchy (Lausana).

Durante los últimos años en el cargo se acentuaron sus problemas de salud:
- En 1992, se cae debido a una insuficiencia cardíaca;
- En abril de 1995, es operado;
- En diciembre de 1995, se le coloca un ventrículo artificial.
- En julio de 1997, le es retirado un tumor del hígado.
- En marzo de 1998, la enfermedad lo obliga a retirarse, y muere algunos meses más tarde.